# Daniela Campuzano
Daniela Campuzano Chávez Peón (Ciudad de México, 21 de octubre de 1986) es una deportista mexicana dedicada al ciclismo de montaña. Representó a México por vez primera en unos Juegos Olímpicos en cross country en los Juegos Olímpicos de Río de Janeiro 2016.

## Vida personal
Campuzano nació el 21 de octubre de 1986 en la Ciudad de México, México., pero se mudó pronto a Tulancingo, Hidalgo, en donde ha vivido el resto de su vida. Tiene un grado universitario en biología por la Universidad Autónoma del Estado de Hidalgo.

## Trayectoria
Campuzano empezó su carrera como ciclista de montaña en 1998.
En los Juegos Panamericanos de 2011 en Guadalajara, Jalisco, México, finalizó en novena posición en la competencia de cross country para mujeres.
En el Campeonato Panamericano de Ciclismo de montaña de 2013 celebrado en Puebla, México,  ganó la medalla de oro. En los Juegos Centroamericanos y del Caribe de 2014 de Veracruz ganó la medalla de oro en un tiempo de una hora 23 minutos y 30 segundos. Ganó otra medalla de oro en el Campeonato Panamericano de Ciclismo de montaña de 2014 en Brasil. En el Campeonato Mundial UCI de Ciclismo de 2014 celebrado en Lillehammer, Noruega terminó en 14.º lugar en cross country para mujeres.
En el Campeonato Panamericano de Ciclismo de montaña de 2015 volvió a ganar la medalla de oro, esta vez celebrado en Cota, Colombia, ganando de esta manera su calificación para los Juegos Olímpicos de 2016. Luego compitió en sus segundos Juegos Panamericanos de 2015, celebrados en Toronto, finalizando en cuarto lugar, quedando fuera del podio.
En la Copa Mundial de Ciclismo de Montaña de UCI terminó en el lugar 16.º en el evento organizado en La Bresse, Francia, en un tiempo de una hora 34 minutos y 23 segundos.
En mayo de 2016 Mario Garcia de la Torre, jefe de la delegación mexicana, anunció que Campuzano llevará la bandera mexicana durante el Desfile de Naciones en la ceremonia de apertura. Ella competirá en la prueba de cross-country paras mujeres el 20 de agosto, siendo con ello la primera mujer ciclista de montaña que representará en ese deporta e México en los Juegos Olímpicos, en los que quedó 16a.
El 28 de julio de 2019, logró la medalla de oro en los Juegos Panamericanos de 2019, con un tiempo de una hora 30 minutos y 45 segundos, representando la séptima medalla de oro para México hasta ese momento durante el certamen.

## Palmarés
2014
- Campeonato Panamericano de Ciclismo de montaña
  -  Oro en Ciclismo de montaña

2018
- Juegos Centroamericanos y del Caribe
  -  Oro en Ciclismo de montaña

2019
- Juegos Panamericanos
  -  Oro en Ciclismo de montaña